# Lijst van gemeentelijke monumenten in Bodegraven-Reeuwijk
De gemeente Bodegraven-Reeuwijk heeft 73 gemeentelijke monumenten. Hieronder een overzicht. 

## Bodegraven
De plaats Bodegraven kent 45 gemeentelijke monumenten:
| Object                                                        | Bouwjaar    | Architect                       | Locatie                      | Coördinaten                  | Nr.        | Afbeelding                                           |
| ------------------------------------------------------------- | ----------- | ------------------------------- | ---------------------------- | ---------------------------- | ---------- | ---------------------------------------------------- |
| Boerderij Dijkzigt                                            |             |                                 | Noordzijde 112               | 52° 4' 55" NB, 4° 46' 4" OL  | 1901/WN001 | Boerderij Dijkzigt                                   |
| Werkplaats/ laboratorium-apotheek                             |             |                                 | Bij Brugstraat 1             | 52° 5' 3" NB, 4° 44' 50" OL  | 1901/WN002 | Werkplaats/ laboratorium-apotheek                    |
| Apotheek                                                      |             |                                 | Brugstraat 1                 | 52° 5' 4" NB, 4° 44' 50" OL  | 1901/WN003 | Apotheek                                             |
| Boerderij                                                     |             |                                 | Buitenkerk 30                | 52° 5' 19" NB, 4° 44' 28" OL | 1901/WN004 | Boerderij                                            |
| Boerderij                                                     |             |                                 | Buitenkerk 53                | 52° 5' 30" NB, 4° 44' 29" OL | 1901/WN005 | Boerderij                                            |
| Woonhuis                                                      |             |                                 | Emmakade 5                   | 52° 4' 58" NB, 4° 45' 4" OL  | 1901/WN006 | Woonhuis                                             |
| Woonhuis                                                      |             |                                 | Emmakade 6                   | 52° 4' 58" NB, 4° 45' 4" OL  | 1901/WN007 | Woonhuis                                             |
| Woonhuis                                                      |             |                                 | Emmakade 7                   | 52° 4' 58" NB, 4° 45' 3" OL  | 1901/WN008 | Woonhuis                                             |
| Woonhuis                                                      |             |                                 | Emmakade 8                   | 52° 4' 57" NB, 4° 45' 3" OL  | 1901/WN009 | Woonhuis                                             |
| Woonhuis                                                      |             |                                 | Emmakade 9                   | 52° 4' 57" NB, 4° 45' 3" OL  | 1901/WN010 | Woonhuis                                             |
| Woonhuis- kantoor                                             |             |                                 | Kerkstraat 40                | 52° 5' 7" NB, 4° 44' 45" OL  | 1901/WN011 | Woonhuis- kantoor                                    |
| Woonhuis                                                      |             |                                 | Kerkstraat 46                | 52° 5' 8" NB, 4° 44' 44" OL  | 1901/WN012 | Woonhuis                                             |
| Kantoor vm. woonhuis                                          |             |                                 | Kerkstraat 72                | 52° 5' 8" NB, 4° 44' 40" OL  | 1901/WN013 | Kantoor vm. woonhuis                                 |
| Woonhuis- winkel- kantoor                                     |             |                                 | Kerkstraat 81/ 83            | 52° 5' 9" NB, 4° 44' 38" OL  | 1901/WN014 | Woonhuis- winkel- kantoor                            |
| Woonhuizen (ensemble)                                         |             |                                 | Koningstraat 1/3/ 5/ 7-17/19 | 52° 4' 58" NB, 4° 44' 45" OL | 1901/WN015 | Woonhuizen (ensemble)                                |
| Kaaspakhuis                                                   |             |                                 | Koningstraat 18              | 52° 4' 58" NB, 4° 44' 42" OL | 1901/WN016 | Kaaspakhuis                                          |
| Woonhuis                                                      |             |                                 | Korte Nieuwstraat 3          | 52° 5' 2" NB, 4° 45' 2" OL   | 1901/WN017 | Woonhuis                                             |
| Neo-Gotische Kerk + pastorie. Onze Lieve Vrouwe Geboorte Kerk | 1873        | Wilhelmus Jacobus van Vogelpoel | Meije 137                    | 52° 6' 54" NB, 4° 46' 16" OL | 1901/WN018 | Meer afbeeldingen                                    |
| Boerderij                                                     |             |                                 | Meije 5                      | 52° 6' 4" NB, 4° 45' 10" OL  | 1901/WN019 | Boerderij                                            |
| Woonhuizen (ensemble)                                         |             |                                 | Meije 54/ 56/ 58             | 52° 6' 36" NB, 4° 45' 32" OL | 1901/WN020 | Woonhuizen (ensemble)                                |
| Kaaspakhuis                                                   |             |                                 | Nieuwstraat 29a              | 52° 4' 57" NB, 4° 44' 57" OL | 1901/WN021 | Kaaspakhuis                                          |
| Kaaspakhuis                                                   |             |                                 | Nieuwstraat 42               | 52° 4' 56" NB, 4° 44' 58" OL | 1901/WN022 | Kaaspakhuis                                          |
| Kaaspakhuis                                                   |             |                                 | Nieuwstraat 8                | 52° 4' 58" NB, 4° 45' 0" OL  | 1901/WN023 | Kaaspakhuis                                          |
| Woonhuis                                                      |             |                                 | Noordstraat 1                | 52° 5' 6" NB, 4° 44' 51" OL  | 1901/WN024 | Woonhuis                                             |
| Lutherkerk                                                    | 1871        | J.C. van Wijk?                  | Noordstraat 2                | 52° 5' 5" NB, 4° 45' 3" OL   | 1901/WN025 | Lutherkerk                                           |
| Pastorie                                                      | 1875, circa |                                 | Noordstraat 4                | 52° 5' 7" NB, 4° 44' 51" OL  | 1901/WN026 | Pastorie                                             |
| Olieslagerij De Phoenix                                       |             | J.P.F. van Rossem               | Noordstraat 49               | 52° 5' 4" NB, 4° 45' 3" OL   | 1901/WN027 | Meer afbeeldingen                                    |
| Woonhuis- winkel- kantoor                                     |             |                                 | Oude Markt 2/4               | 52° 5' 10" NB, 4° 44' 39" OL | 1901/WN028 | Woonhuis- winkel- kantoor                            |
| R.K. Kerk                                                     | 1862        | Pierre Cuypers                  | Overtocht 18/20              | 52° 5' 4" NB, 4° 44' 38" OL  | 1901/WN029 | Meer afbeeldingen                                    |
| Voormalige pastorie                                           |             |                                 | Pastorieplein 4              | 52° 5' 11" NB, 4° 44' 44" OL | 1901/WN030 | Voormalige pastorie                                  |
| Watertoren                                                    |             |                                 | Rond de Watertoren 9a        | 52° 5' 16" NB, 4° 44' 30" OL | 1901/WN031 | Meer afbeeldingen                                    |
| Woonhuis                                                      |             |                                 | Spoorstraat 19               | 52° 4' 57" NB, 4° 44' 52" OL | 1901/WN032 | Woonhuis                                             |
| Woonhuis                                                      |             |                                 | Spoorstraat 32               | 52° 4' 57" NB, 4° 44' 54" OL | 1901/WN033 | Woonhuis                                             |
| Geschakelde woning                                            |             |                                 | Spoorstraat 39               | 52° 4' 55" NB, 4° 44' 51" OL | 1901/WN034 | Geschakelde woning                                   |
| Geschakelde woning                                            |             |                                 | Spoorstraat 41               | 52° 4' 54" NB, 4° 44' 51" OL | 1901/WN035 | Geschakelde woning                                   |
| Geschakelde woning                                            |             |                                 | Spoorstraat 43               | 52° 4' 54" NB, 4° 44' 51" OL | 1901/WN036 | Geschakelde woning                                   |
| Geschakelde woning                                            |             |                                 | Spoorstraat 45               | 52° 4' 54" NB, 4° 44' 50" OL | 1901/WN037 | Geschakelde woning                                   |
| Woonhuizen (ensemble)                                         |             |                                 | Spoorstraat 46/48            | 52° 4' 54" NB, 4° 44' 52" OL | 1901/WN038 | Woonhuizen (ensemble)                                |
| Ontmoetingskerk. Gereformeerd kerkgebouw en pastorie          | 1898        | C. Zaal                         | Spoorstraat 9/11             | 52° 4' 60" NB, 4° 44' 55" OL | 1901/WN039 | Ontmoetingskerk. Gereformeerd kerkgebouw en pastorie |
| Café                                                          | 1869        |                                 | Van Tolstraat 2              | 52° 5' 3" NB, 4° 44' 48" OL  | 1901/WN040 | Café                                                 |
| Gemaal                                                        |             |                                 | Vlietkade 47                 | 52° 5' 2" NB, 4° 44' 8" OL   | 1901/WN041 | Gemaal                                               |
| Woonhuis                                                      |             |                                 | Wilhelminastraat 18          | 52° 5' 2" NB, 4° 44' 55" OL  | 1901/WN042 | Woonhuis                                             |
| Dokterswoning                                                 |             |                                 | Wilhelminastraat 35          | 52° 5' 1" NB, 4° 44' 57" OL  | 1901/WN043 | Dokterswoning                                        |
| Boerderij Celia’s Hoeve                                       |             |                                 | Zuidzijde 130                | 52° 4' 58" NB, 4° 46' 57" OL | 1901/WN044 | Upload foto                                          |
| Zomerhuis                                                     |             |                                 | Zuidzijde 130a               | 52° 4' 58" NB, 4° 46' 57" OL | 1901/WN045 | Upload foto                                          |

## Driebruggen
De plaats Driebruggen kent 4 gemeentelijke monumenten:
| Object | Bouwjaar | Architect | Locatie                | Coördinaten                  | Nr.        | Afbeelding |
| --- | -------- | --------- | ---------------------- | ---------------------------- | ---------- | --- |
| Woonhuis (v/m dokterswoning) |          |           | Kerkweg 15             | 52° 2' 38" NB, 4° 47' 56" OL | 1901/WN046 | Woonhuis (v/m dokterswoning) |
| Woonhuis |          |           | Kerkweg 18             | 52° 2' 39" NB, 4° 47' 55" OL | 1901/WN047 | Woonhuis |
| Kantoorpand (v/m gemeentehuis) |          |           | Kerkweg 4              | 52° 2' 40" NB, 4° 48' 1" OL  | 1901/WN048 | Kantoorpand (v/m gemeentehuis) |
| Gemaal gebouwd als stoomgemaal met een centrifugaalpomp. In 1955 omgebouwd tot een elektrisch gemaal en is tot ongeveer 1990 in gebruik gebleven. | 1911     | Pannevis  | Prinses Beatrixkade 10 | 52° 2' 37" NB, 4° 48' 4" OL  | 1901/WN049 | Gemaal gebouwd als stoomgemaal met een centrifugaalpomp. In 1955 omgebouwd tot een elektrisch gemaal en is tot ongeveer 1990 in gebruik gebleven. |

## Nieuwerbrug
De plaats Nieuwerbrug kent 5 gemeentelijke monumenten:
| Object                                   | Bouwjaar  | Architect     | Locatie                 | Coördinaten                  | Nr.        | Afbeelding        |
| ---------------------------------------- | --------- | ------------- | ----------------------- | ---------------------------- | ---------- | ----------------- |
| Klokkentoren of Onafhankelijkheids toren | 1913/1914 |               | Bruggemeestersstraat 11 | 52° 4' 41" NB, 4° 48' 44" OL | 1901/WN050 | Meer afbeeldingen |
| Kerk, De Brug Kerk                       | 1917      | Dhr. Versloot | Bruggemeestersstraat 14 | 52° 4' 40" NB, 4° 48' 45" OL | 1901/WN051 | Meer afbeeldingen |
| Woonhuis                                 |           |               | Graaf Florisweg 7       | 52° 4' 39" NB, 4° 48' 43" OL | 1901/WN052 | Woonhuis          |
| Woonhuis                                 |           |               | Hoge Rijndijk 8         | 52° 4' 40" NB, 4° 48' 48" OL | 1901/WN053 | Meer afbeeldingen |
| Boerderij                                |           |               | Korte Waarder 19/21     | 52° 4' 36" NB, 4° 48' 57" OL | 1901/WN054 | Boerderij         |

## Reeuwijk
De plaats Reeuwijk kent 11 gemeentelijke monumenten:
| Object                                           | Bouwjaar | Architect   | Locatie                               | Coördinaten                  | Nr.        | Afbeelding                                   |
| ------------------------------------------------ | -------- | ----------- | ------------------------------------- | ---------------------------- | ---------- | -------------------------------------------- |
| Eerste sociale huurwoning                        |          |             | s Gravenbroekseweg 118-120            | 52° 2' 27" NB, 4° 44' 14" OL | 1901/WN055 | Eerste sociale huurwoning                    |
| Eerste sociale huurwoning                        |          |             | s Gravenbroekseweg 122/124            | 52° 2' 26" NB, 4° 44' 15" OL | 1901/WN056 | Eerste sociale huurwoning                    |
| Woning en schuur                                 |          |             | s Gravenbroekseweg 6-8                | 52° 2' 33" NB, 4° 43' 23" OL | 1901/WN057 | Woning en schuur                             |
| Kerk met pastorie. Nederlands Hervormde Kerk     | 1871     | A. Korevaar | Kerkweg 2-4                           | 52° 3' 17" NB, 4° 41' 44" OL | 1901/WN059 | Kerk met pastorie. Nederlands Hervormde Kerk |
| Voorgevel boerderij c.a.                         |          |             | Middelburgseweg 11                    | 52° 3' 23" NB, 4° 40' 52" OL | 1901/WN060 | Voorgevel boerderij c.a.                     |
| Boerderij en zomerwoning                         |          |             | Nieuwdorperweg 45-45a                 | 52° 2' 51" NB, 4° 42' 14" OL | 1901/WN061 | Boerderij en zomerwoning                     |
| Boerderij                                        |          |             | Oud Reeuwijkseweg 15                  | 52° 3' 20" NB, 4° 43' 4" OL  | 1901/WN062 | Boerderij                                    |
| Boerderij                                        |          |             | Oukoopsedijk 10                       | 52° 1' 51" NB, 4° 46' 45" OL | 1901/WN063 | Boerderij                                    |
| Boerderijcomplex. De Wiltenburg                  |          |             | Oukoopsedijk 8                        | 52° 1' 53" NB, 4° 46' 30" OL | 1901/WN064 | Meer afbeeldingen                            |
| Put van Kruijt natuurgebied/afgebroken vervening | 1732     |             | Prinsendijk, toegang via Oukoopsekade | 52° 1' 53" NB, 4° 47' 20" OL | 1901/WN065 | Meer afbeeldingen                            |
| Appartementencomplex (v/m gemeentehuis)          | 1918     |             | Raadhuisweg 5-9                       | 52° 2' 36" NB, 4° 43' 18" OL | 1901/WN066 | Appartementencomplex (v/m gemeentehuis)      |
| Woonhuis met erf                                 |          |             | Zoutmansweg 8                         | 52° 2' 31" NB, 4° 43' 16" OL | 1901/WN067 | Woonhuis met erf                             |

## Sluipwijk
De plaats Sluipwijk kent 3 gemeentelijk monument:
| Object                                                          | Bouwjaar | Architect   | Locatie                                 | Coördinaten                  | Nr.         | Afbeelding                           |
| --------------------------------------------------------------- | -------- | ----------- | --------------------------------------- | ---------------------------- | ----------- | ------------------------------------ |
| Woonhuis                                                        |          |             | Ree 34                                  | 52° 1' 56" NB, 4° 44' 48" OL | 1901/WN068  | Woonhuis                             |
| Kerk met (v/m) pastorie. Nederlands Hervormde Kerk in Sluipwijk | 1863     |             | s Gravenbroekseweg 85-85a (kerkgebouw)  | 52° 2' 22" NB, 4° 44' 26" OL | 1901/WN058a | Meer afbeeldingen                    |
| Kerk met (v/m) pastorie in Sluipwijk                            | 1884     | A. Korevaar | s Gravenbroekseweg 85-85a (vm pastorie) | 52° 2' 23" NB, 4° 44' 27" OL | 1901/WN058b | Kerk met (v/m) pastorie in Sluipwijk |

## Waarder
De plaats Waarder kent 5 gemeentelijke monumenten:
| Object                | Bouwjaar | Architect        | Locatie      | Coördinaten                  | Nr.        | Afbeelding            |
| --------------------- | -------- | ---------------- | ------------ | ---------------------------- | ---------- | --------------------- |
| Verenigingsgebouw     |          |                  | Dorp 17      | 52° 3' 39" NB, 4° 49' 6" OL  | 1901/WN069 | Verenigingsgebouw     |
| Woonhuis              |          |                  | Dorp 21      | 52° 3' 38" NB, 4° 49' 6" OL  | 1901/WN070 | Woonhuis              |
| Kerk                  | 1887     | M.C. Wijngaarden | Dorp 24      | 52° 3' 39" NB, 4° 49' 7" OL  | 1901/WN071 | Kerk                  |
| Aula en begraafplaats |          |                  | Molendijk 32 | 52° 3' 52" NB, 4° 49' 20" OL | 1901/WN072 | Aula en begraafplaats |
| Boerderij             |          |                  | Oosteinde 14 | 52° 3' 30" NB, 4° 49' 34" OL | 1901/WN073 | Boerderij             |